# Gălpâia, Sălaj
Gălpâia este un sat în comuna Bălan din județul Sălaj, Transilvania, România.

## Geografie

### Localizare
Gălpâia este așezatǎ în Depresiunea Almaș-Agrij, între dealul Cățânaș la sud și colinele dealului Dos la nord, între Valea Almașului la est, și Valea Agrijului la vest.
Satele cu care se învecinează Gălpâia sunt: Chendrea la est și Romita la vest.
Satul este situat la o distanță de 28 de kilometri de Zalău (municipiu reședință de județ),71 de kilometri de Cluj Napoca și la 534 de kilometri de București, capitala României.

### Relief
Un relief colinar cu depresiuni subdeluroase și văi. Pe dealul pădurii Brusturilor de deasupra viilor bătrânii, este punctul cel mai înalt din sat și din împrejurimi, iar priveliștea deschisă-n fața ochilor, aflându-te acolo sus, îți fașcinează privirea.
Coama dealului de la Pârâul Ciociului de-a lungul coastelor până la Ruji, desparte Valea Galpâii de Valea Făgetului și leagă Dealul Brusturilor de Dealul Cățănaș, iar în iernile geroase (precum un baraj natural) împiedică formarea curenților de aer rece care se formează pe Valea Almașului și Valea Agrijului. Aceasta face ca temperaturile iernii să fie mai ridicate cu 4-6 °C, comparativ cu cele două văi.

## Scurt istoric
Săpăturile arheologice făcute de-a lungul timpului pe teritoriul acestei așezări au adus dovezi materiale ale unei locuiri încă din cele mai vechi timpuri, astfel, în locul cunoscut de localnici sub denumirea de  Pustă, s-a descoperit o monedă dacică, din argint.
În documentele vremii nu apare denumirea așezării ca fiind «Galapia», dar printre localnici este vehiculată o legendă care spune că în pusta de sub dealul împădurit al citerei, a locuit o proteasă care se numea Galapia, iar denumirea satului provine de la aceasta.
Prima atestare documentară a localității provine din anul 1350, când satul apare sub numele de poss. Galpuna. Alte atestări documentare provin din anii 1462 Galponya, 1473 Gelponya, 1492 Kalponya, 1602 Galponia, 1733 Gelpèje, 1750 Galponya, 1760-1762 Galpönya, 1837 Gelpuje, Galpija, 1850 Gelpije, 1854 Galponya, Gelpiea, 1966 Gălpâia.

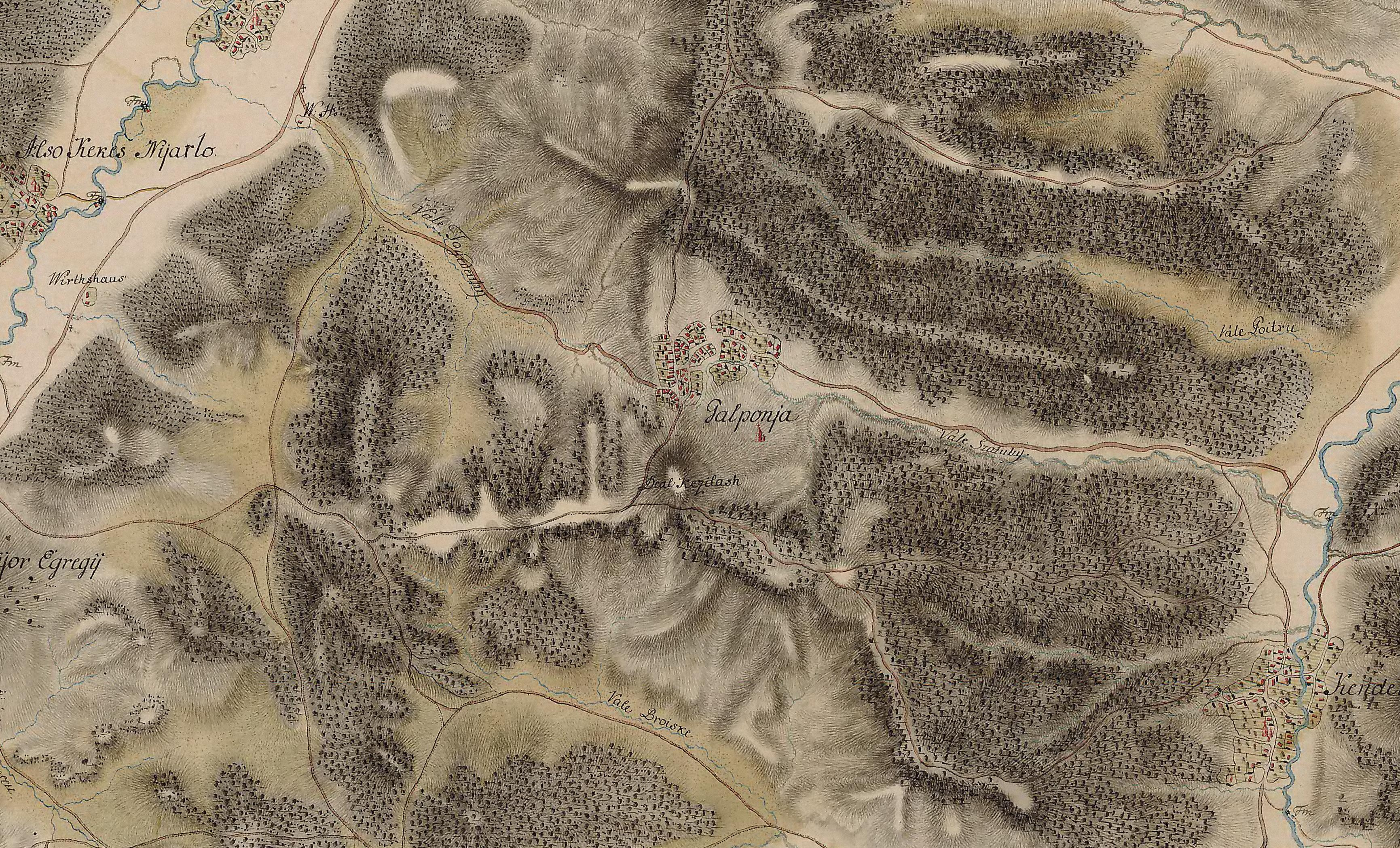
Satul Gălpâia pe Harta Iosefină - sect. 28.

Din ordinul împăratului Franz Joseph al Austriei în anul 1890 s-a făcut un recensămant, (Összeíráskor Galponyának) recensământul Gălpâii.
Conform acelui recensământ în sat s-au inregistrat 136 de case și 696 de locuitori din care; 678 români, 14 evrei, 3 maghiari și un german.
Din cei 696 de locuitori, 682 s-au declarat creștini, 657 aparțineau confesiunii ortodoxe, 25 erau catolici iar cei 14 evrei aparțineau Iudaismului.
În anul 1908 întinderea suprafeței satului era de 3.217 jugăre. Satul avea o biserică de lemn construită în secolul al XVIII-lea, care, în anul 1939 a fost strămutată pe domeniul poetului Octavian Goga de la Ciucea.
Numărul maxim de locuitori al satului a fost atins în anul 1956, când trăiau în sat 878 de suflete.
După 1989, populația satului a scăzut dramatic, astfel încât în cele patru clase primare rămase deschise în sat mai sunt doat opt copii.
Astăzi statisticile abia mai numără 489 de locuitori, conform datelor înregistrate în urma recensământului din anul 2002.

## Clima
Iernile mai blânde sunt o particularitate climatică a Depresiunii Almaș - Agrij, dată fiind încadrarea între Munții Meseș și Dealurile Șimișna-Gârbou. Caracteristic climei de deal, temperatura medie anuală este de   8 - 9 °C, iar media precipitațiilor anuale de aproximativ  600 – 700 mm. În lunile de vară temperatura se ridică la  18 - 20 °C. Temperaturile extreme ating vara 30 - 35 °C, iar iarna media lunii ianuarie este de - 3, - 4 °C, cu excepția invaziilor de aer arctic, când extremele ajung la - 28 °C.

## Demografie
Statistici sub aspect confesional:
| Confesiunea     | 1850 | 1857 | 1869 | 1880 | 1890 | 1900 | 1910 | 1930 | 1941 | 1992 | 2002 |
| Ortodocși       | 576  | 592  | 625  | 543  | 657  | 669  | 789  | 802  | 766  | 446  | 321  |
| Penticostali    | 0    | 0    | 0    | 0    | 0    | 0    | 0    | 0    | 0    | 138  | 140  |
| Baptiști        | 0    | 0    | 0    | 0    | 0    | 0    | 0    | 0    | 0    | 23   | 28   |
| Greco-catolici  | 0    | 4    | 6    | 0    | 25   | 21   | 26   | 3    | 19   | 0    | 0    |
| Romano-catolici | 0    | 0    | 0    | 0    | 0    | 1    | 4    | 1    | 0    | 0    | 0    |
| Reformați       | 11   | 3    | 14   | 6    | 0    | 0    | 0    | 16   | 9    | 0    | 0    |
| Iudaici         | 1    | 14   | 7    | 7    | 14   | 19   | 25   | 2    | 0    | 0    | 0    |

Statistici sub aspect etnic:
| Etnia      | 1850 | 1880 | 1890 | 1900 | 1910 | 1920 | 1930 | 1941 | 1956 | 1966 | 1977 | 1992 | 2002 |
| Români     | 564  | 521  | 692  | 699  | 801  | 736  | 805  | 770  | 848  | 802  | 804  | 605  | 488  |
| Maghiari   | 11   | 7    | 3    | 10   | 25   | 7    | 17   | 7    | 2    | 1    | 1    | 2    | 1    |
| Germani    | 1    | 0    | 1    | 1    | 0    | 0    | 0    | 0    | 0    | 0    | 0    | 0    | 0    |
| Evrei      | 0    | 14   | 14   | 0    | 18   | 18   | 2    | 0    | 0    | 0    | 0    | 0    | 0    |
| Romi       | 12   | 0    | 0    | 0    | 0    | 0    | 15   | 16   | 28   | 30   | 26   | 0    | 0    |
| Ucrainieni | 0    | 0    | 0    | 0    | 0    | 0    | 0    | 1    | 0    | 0    | 0    | 0    | 0    |
| Total      | 588  | 556  | 696  | 710  | 844  | 764  | 824  | 794  | 878  | 833  | 831  | 607  | 489  |

## Galerie de imagini

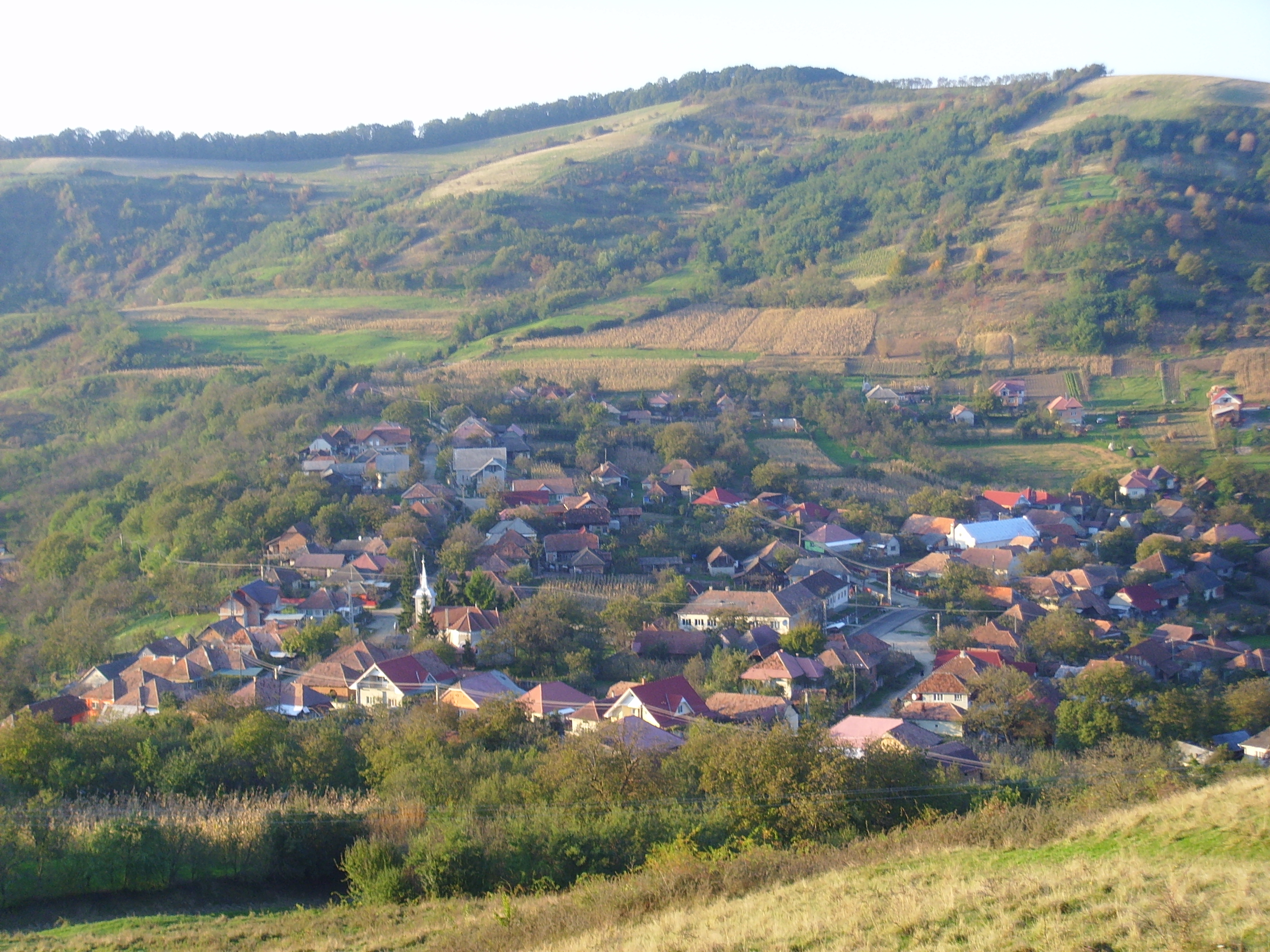
Vatra satului
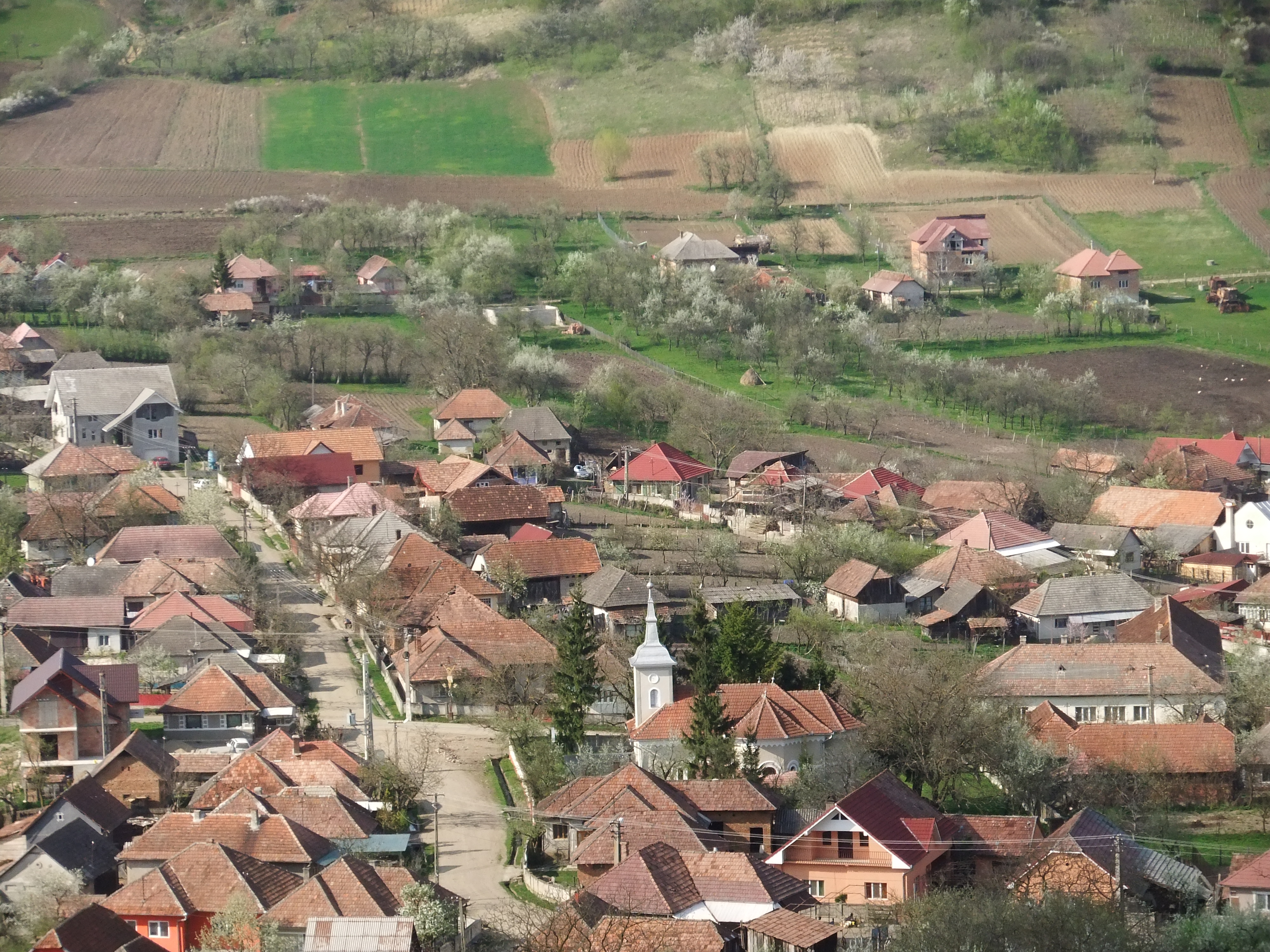
Vatra satului
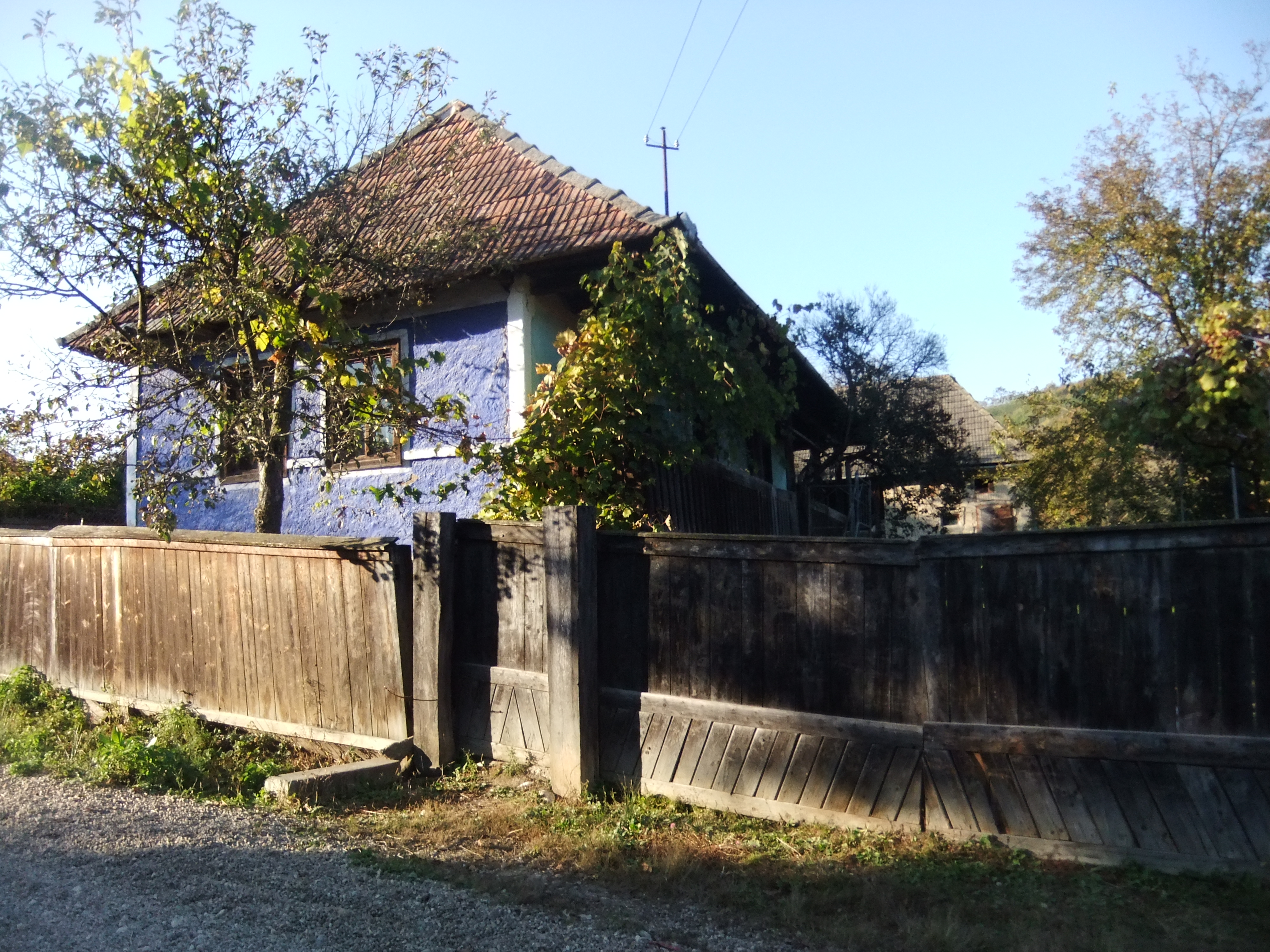
Casă bătrânească
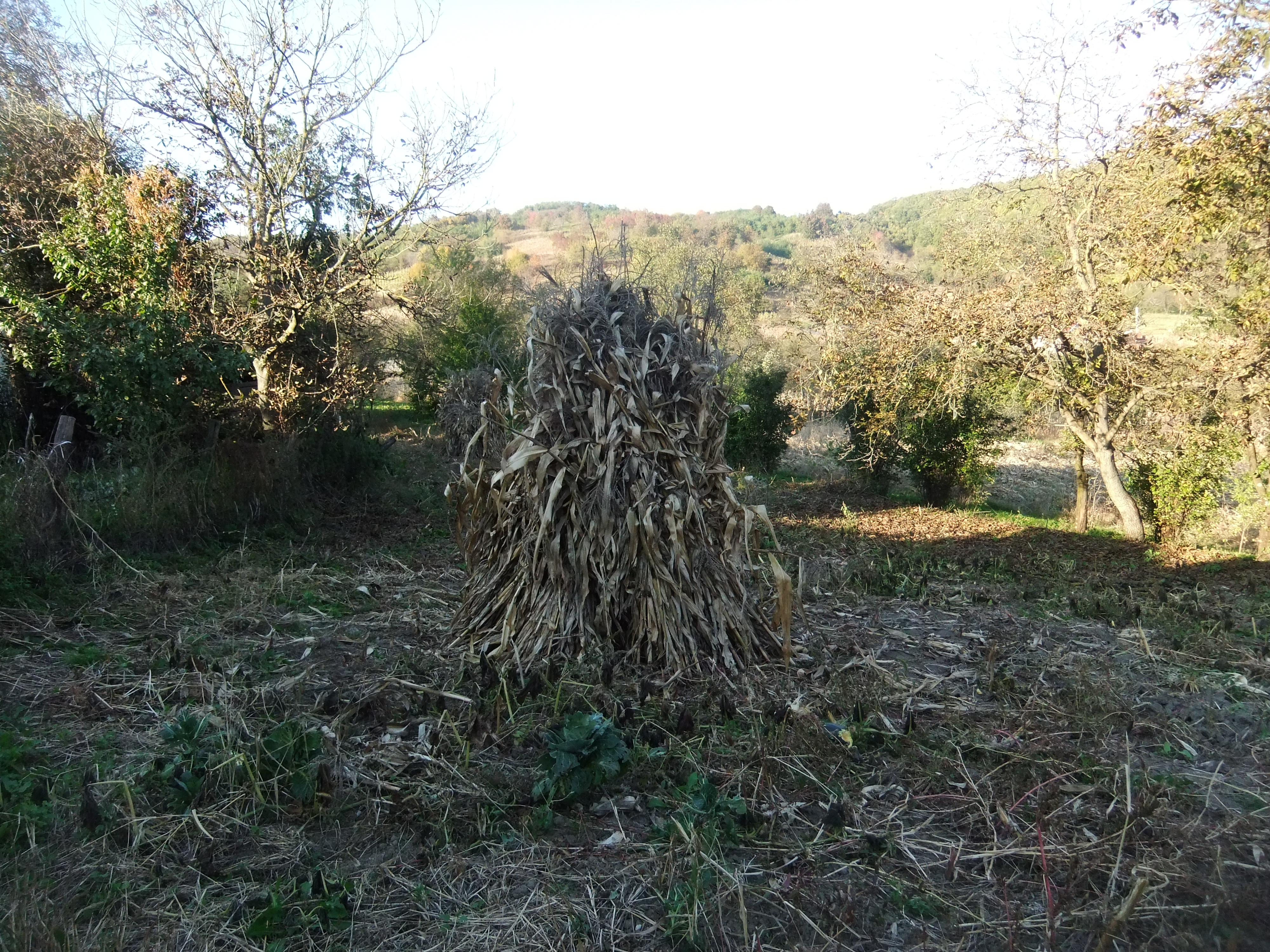
Bubulie de tulheni
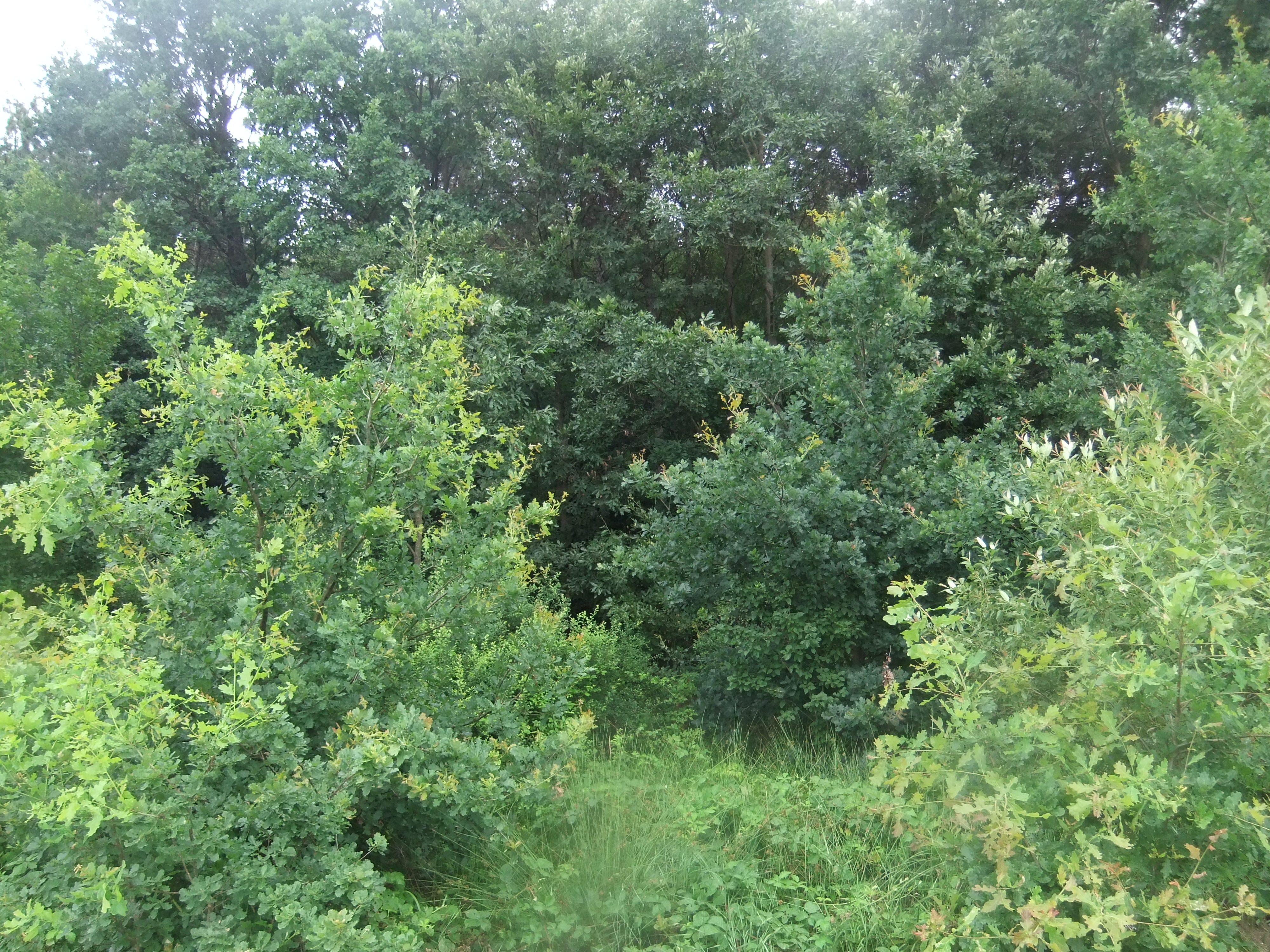
Stejăriș în Craia
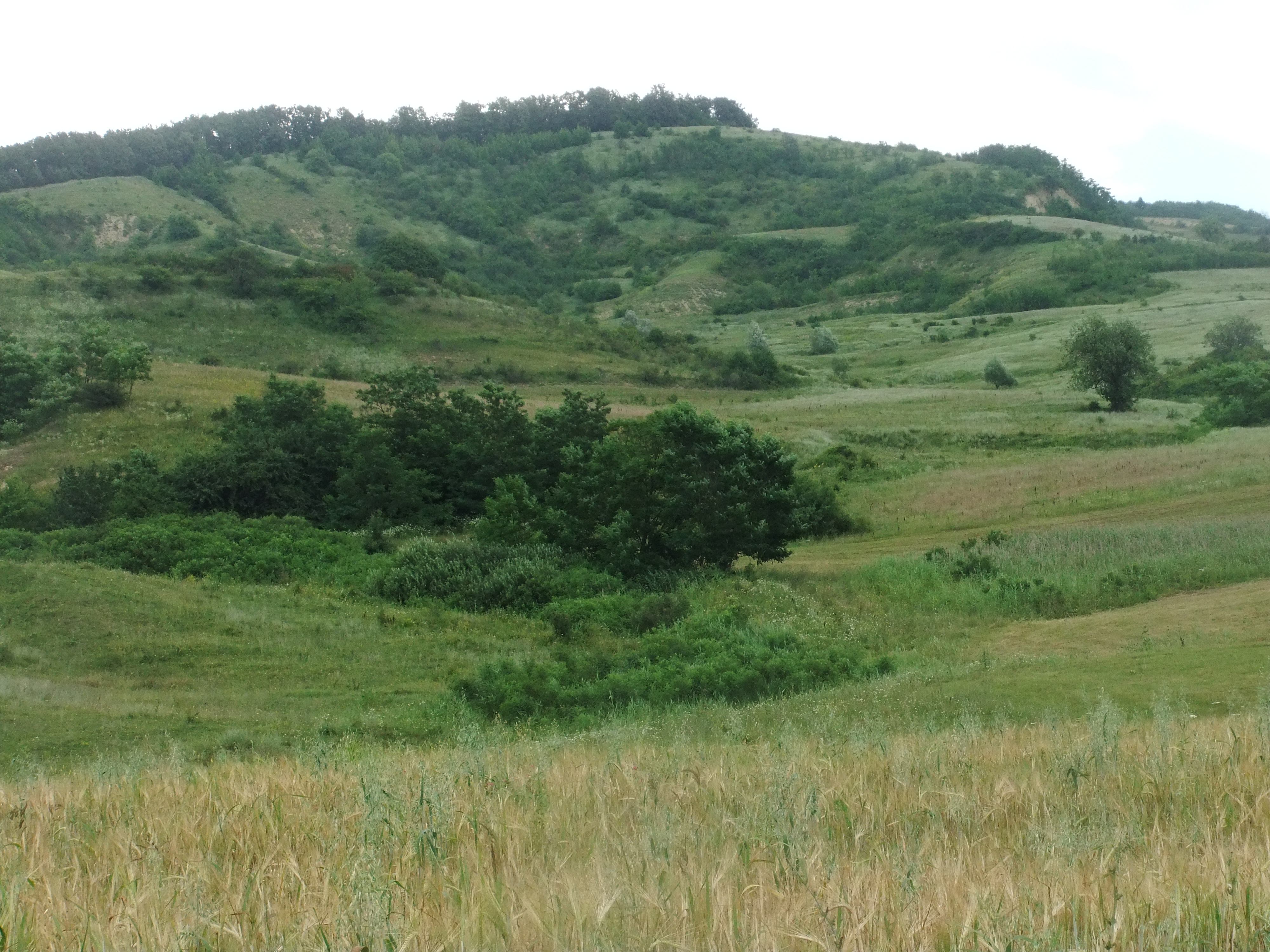
Pădurea Brusturilor
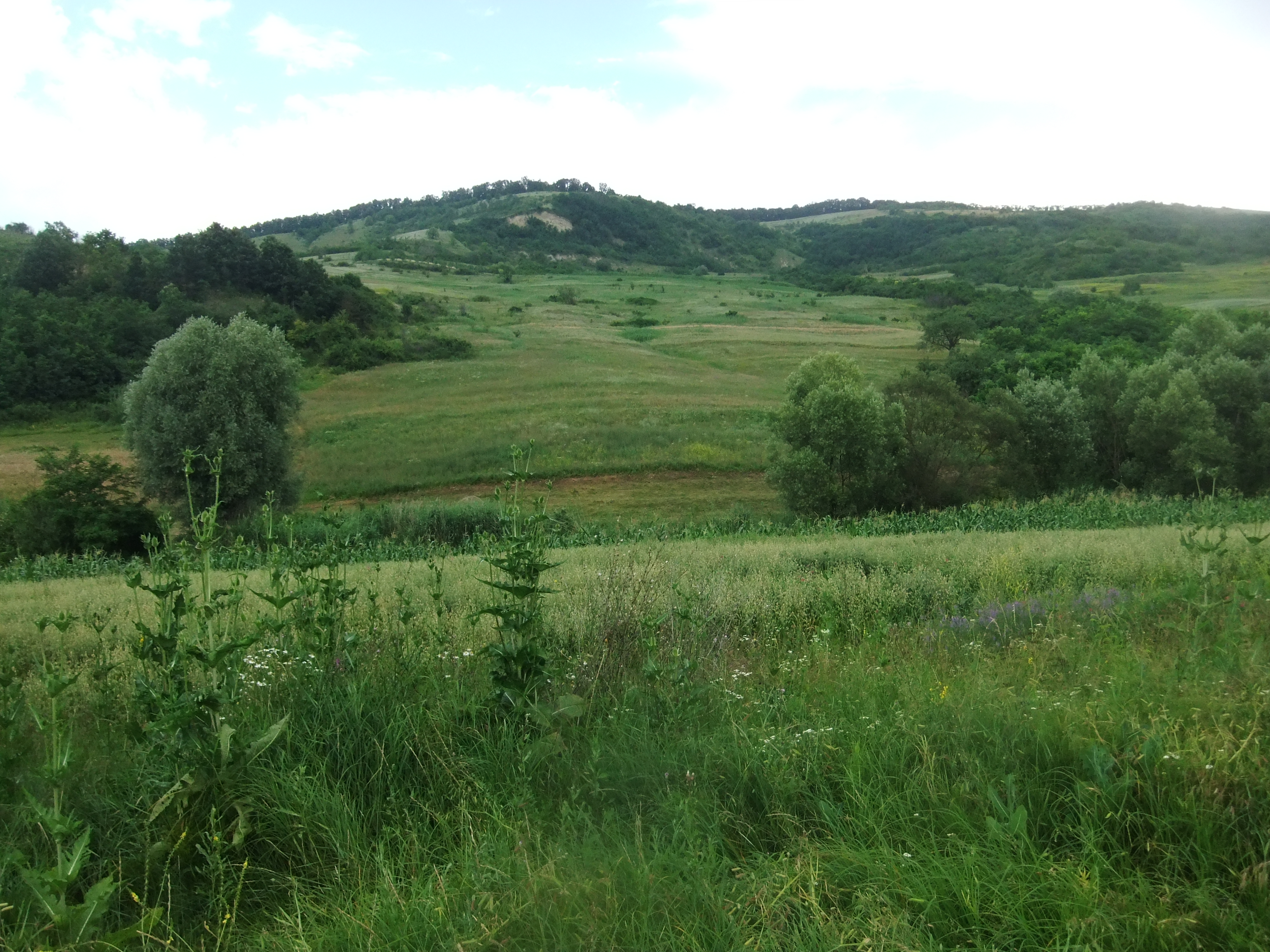
Râpa li Indrei
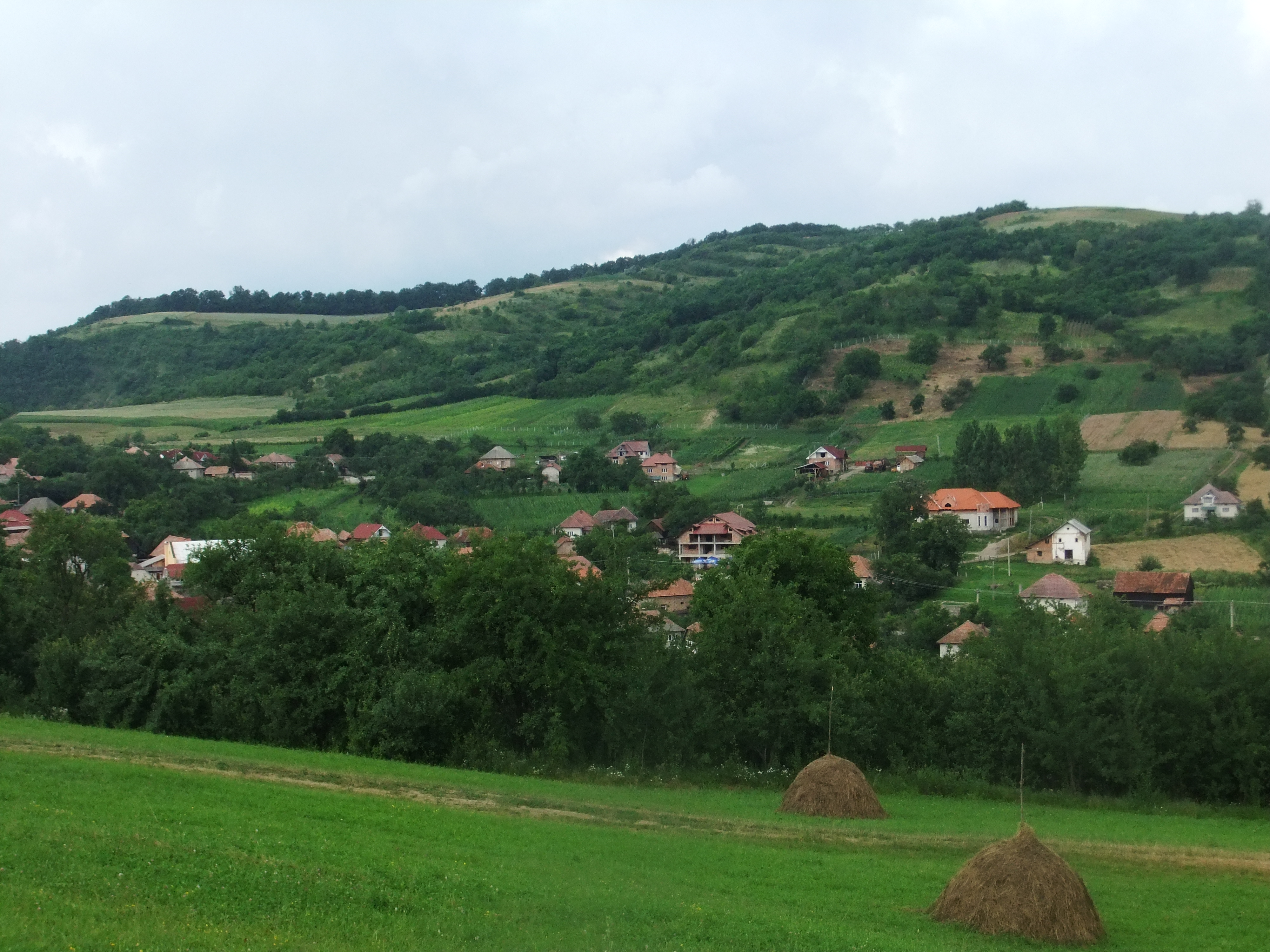
Grădina Doamnei
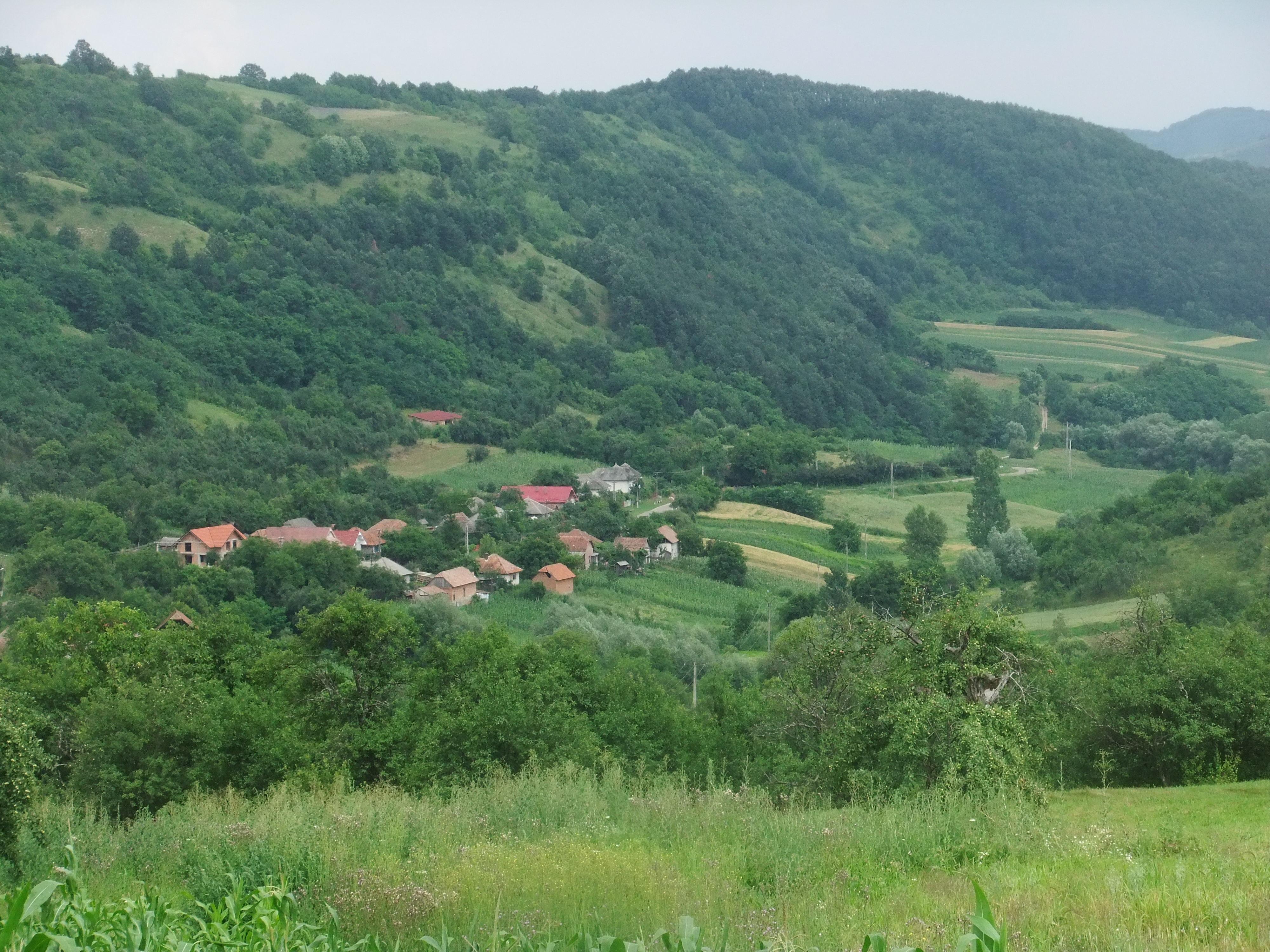
Josana și Valea Maluli
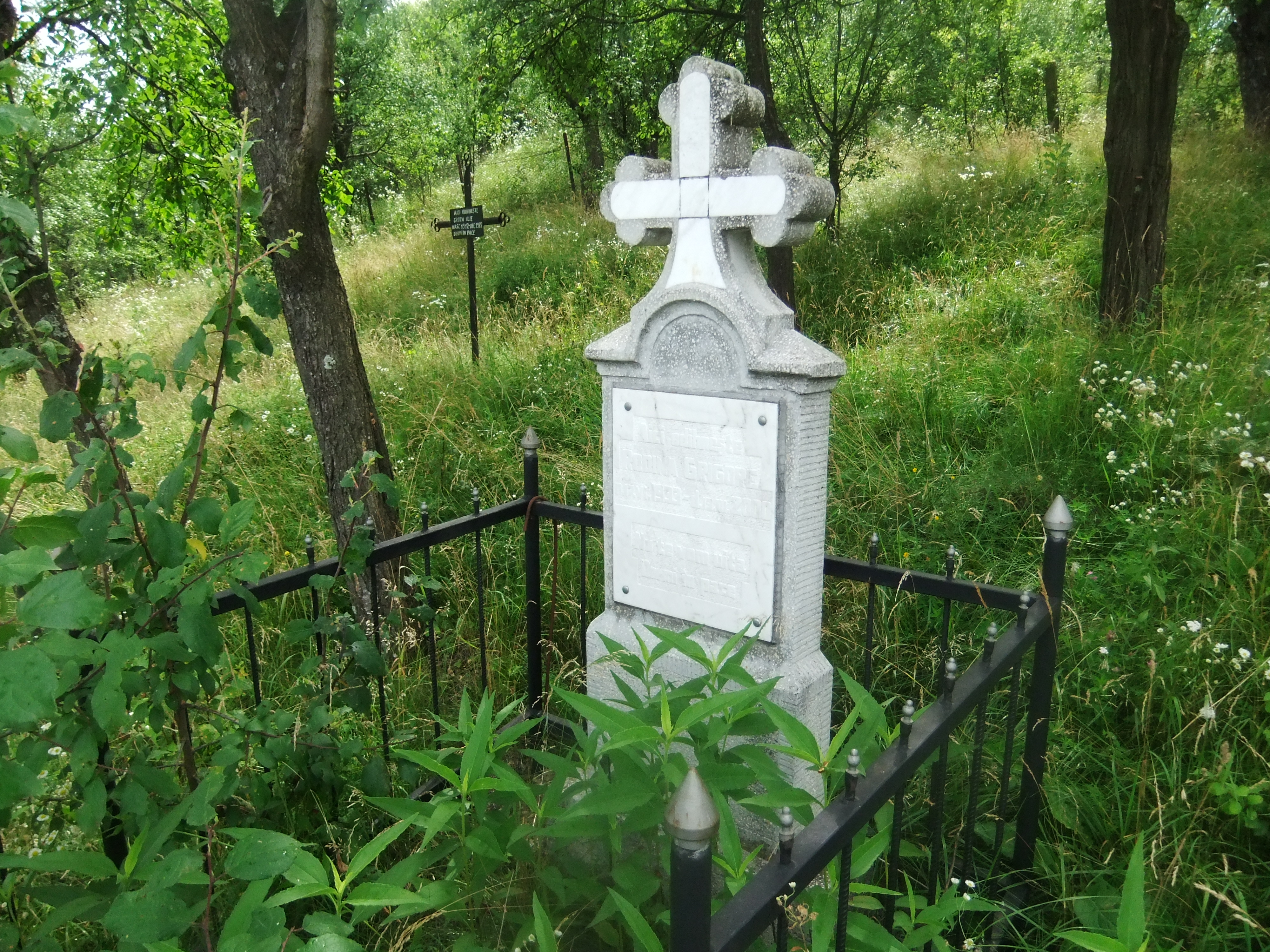
Cimitir - Gălpâia
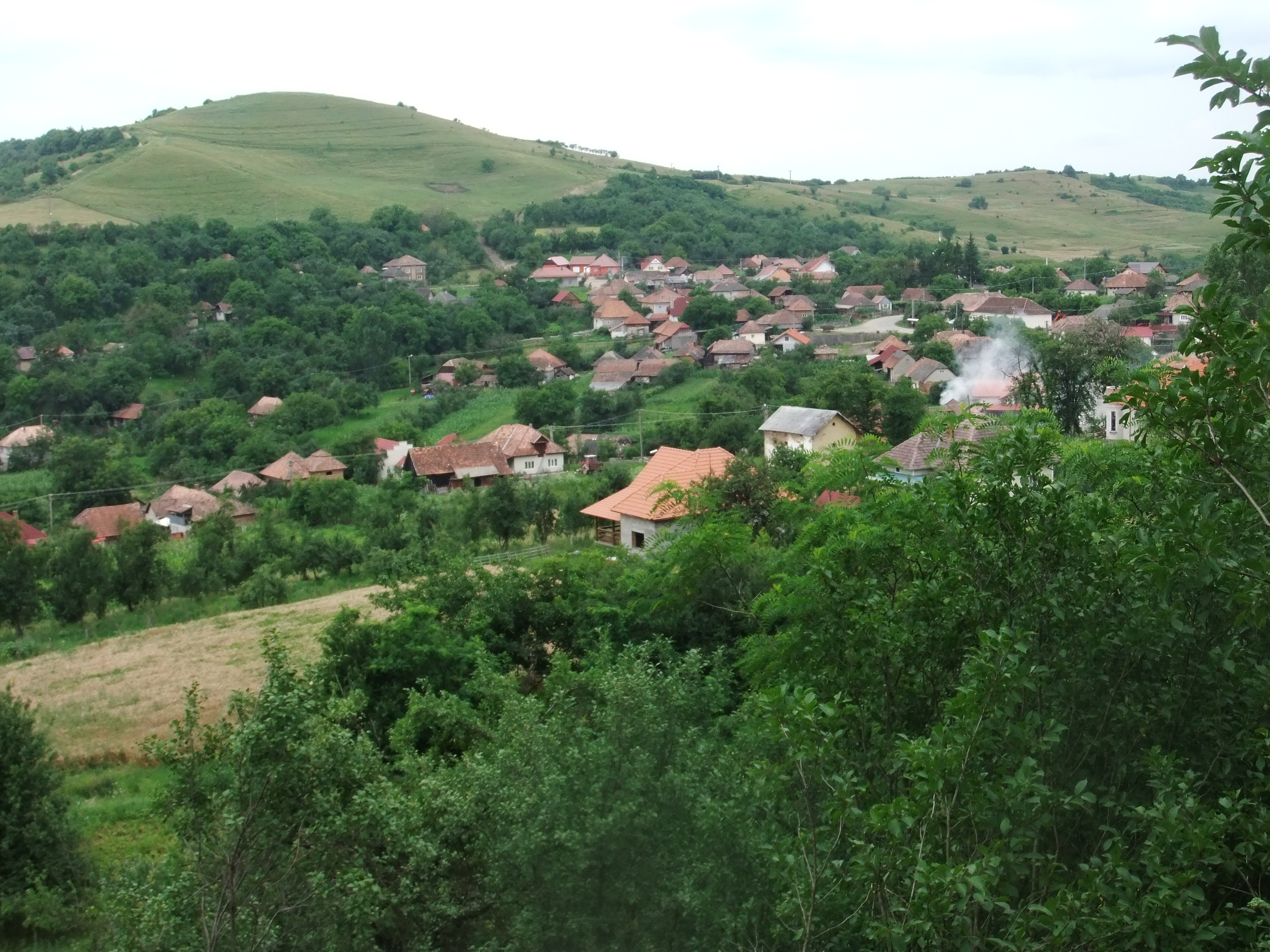
Vatra satului, Gordana și Cățânașul
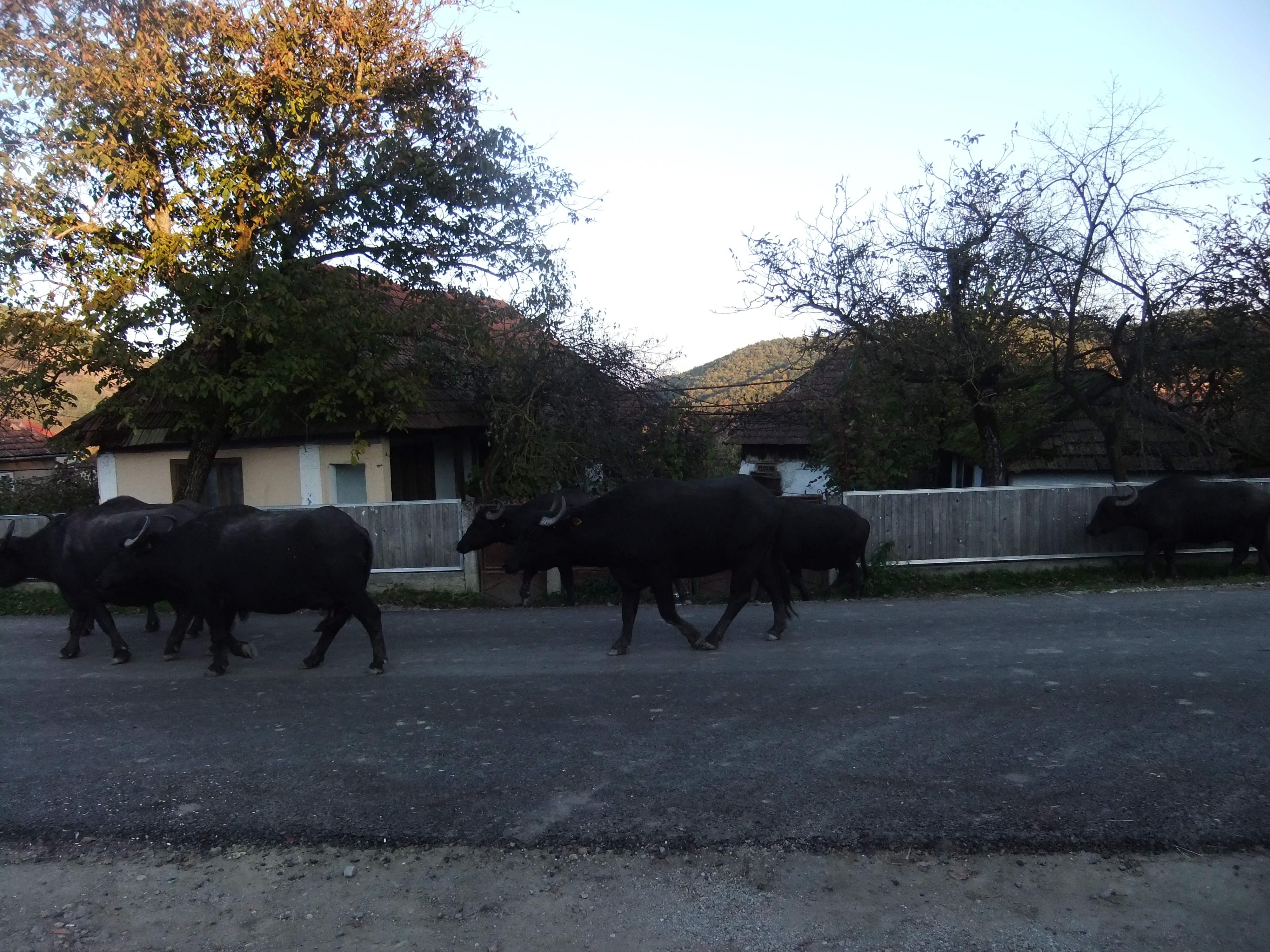
Ciurda
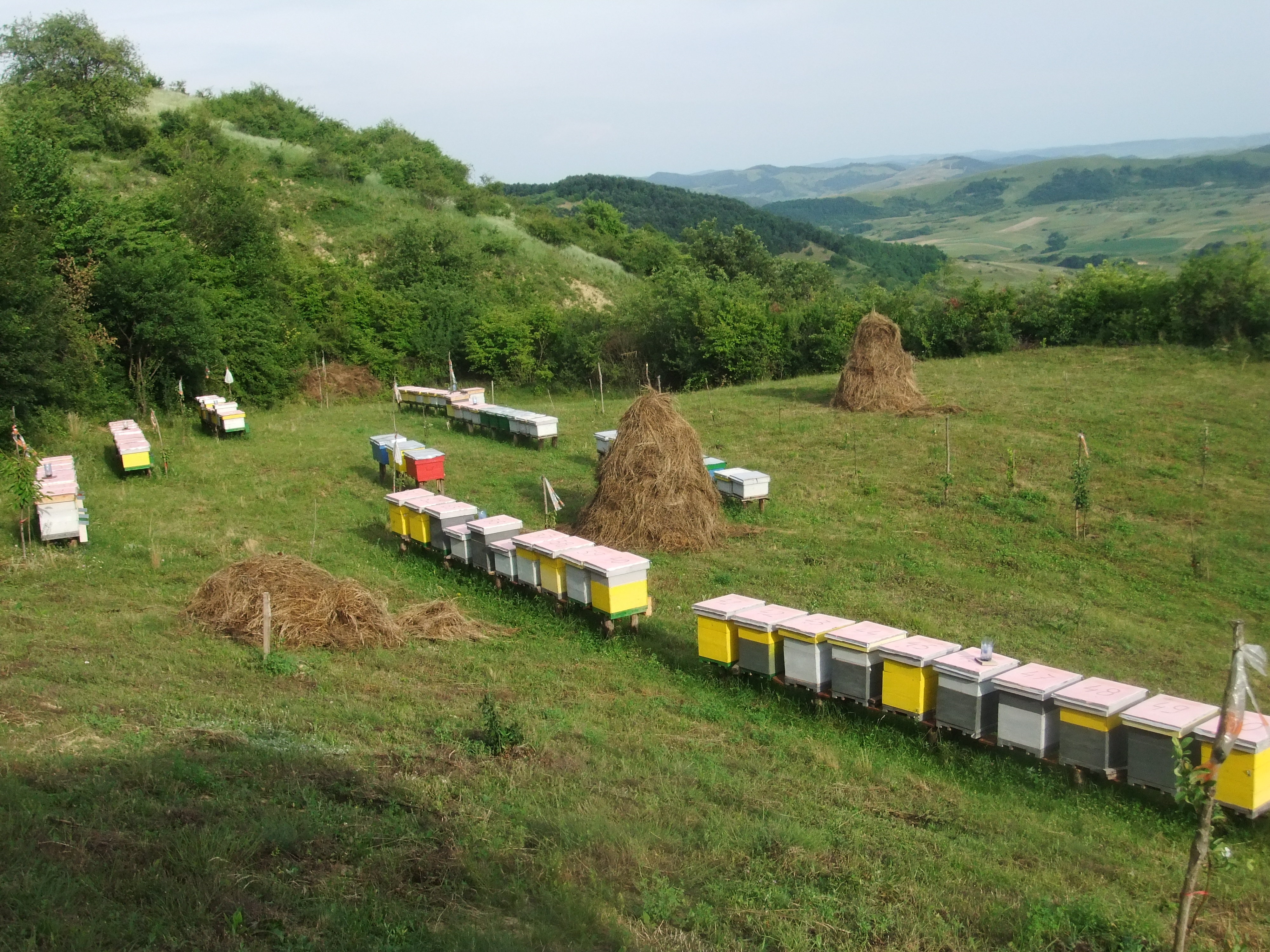
Apicultură după deal
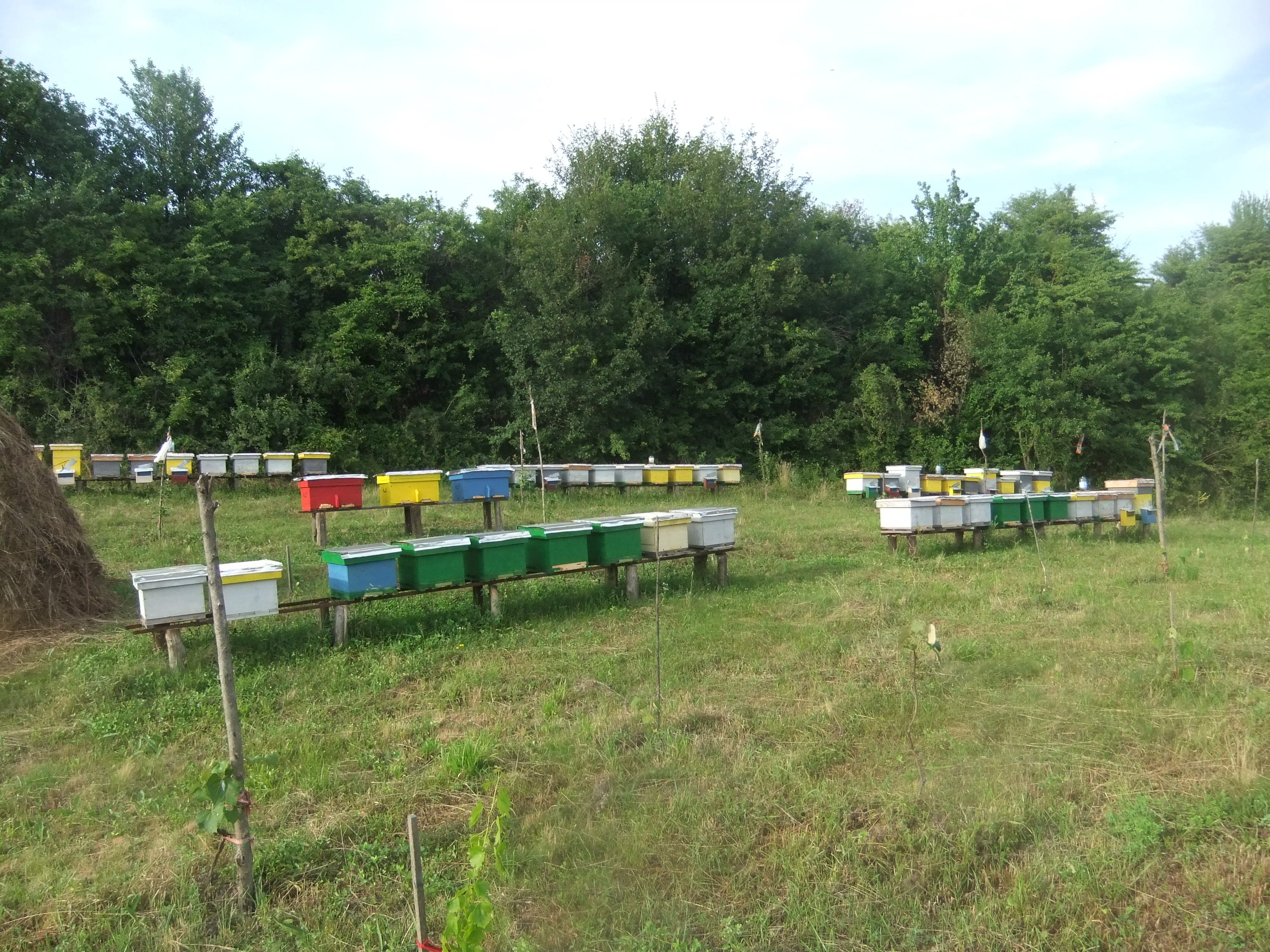
Patriotism local
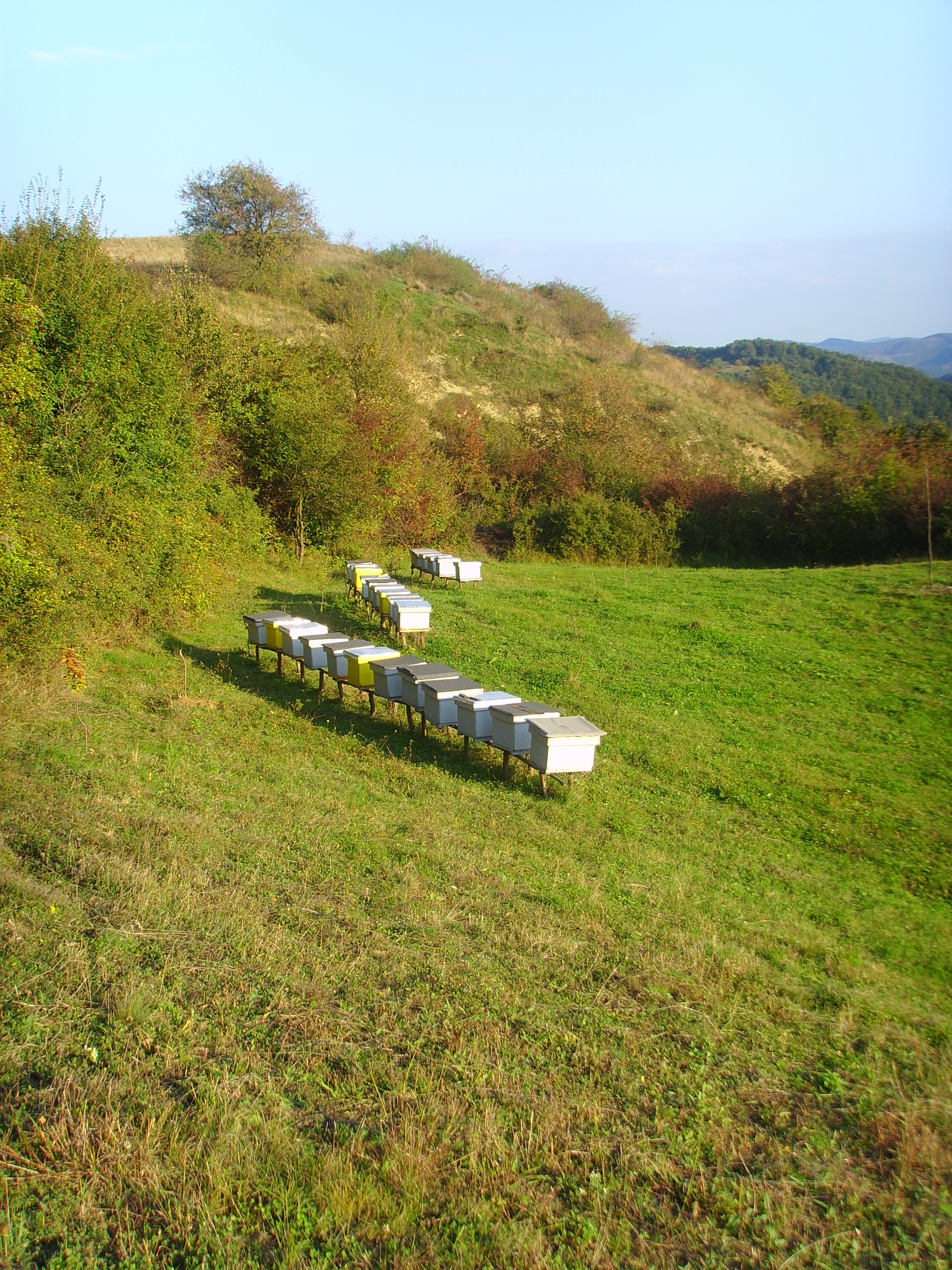
Stupii lui Gabi
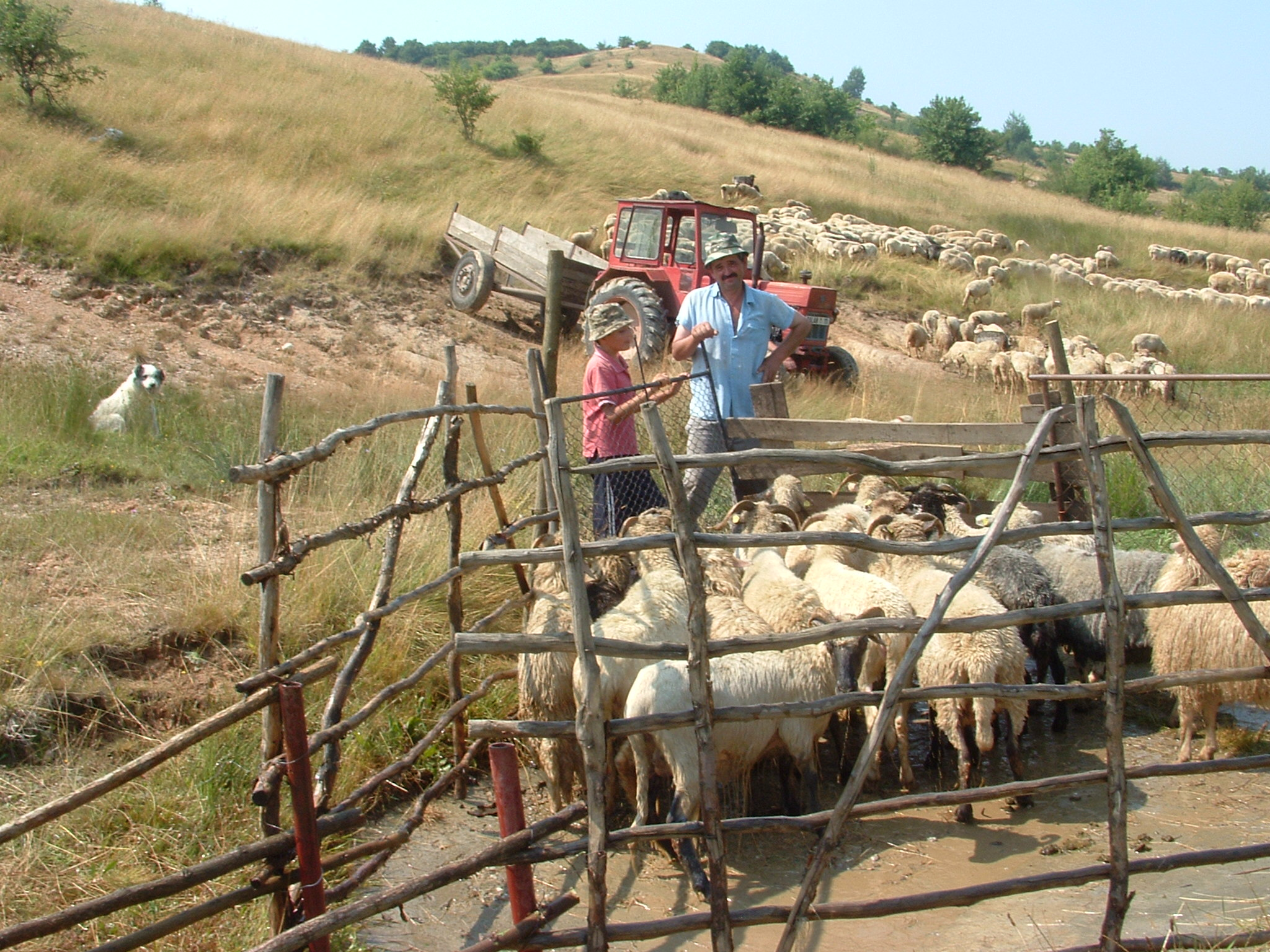
Îmbăiatul oilor
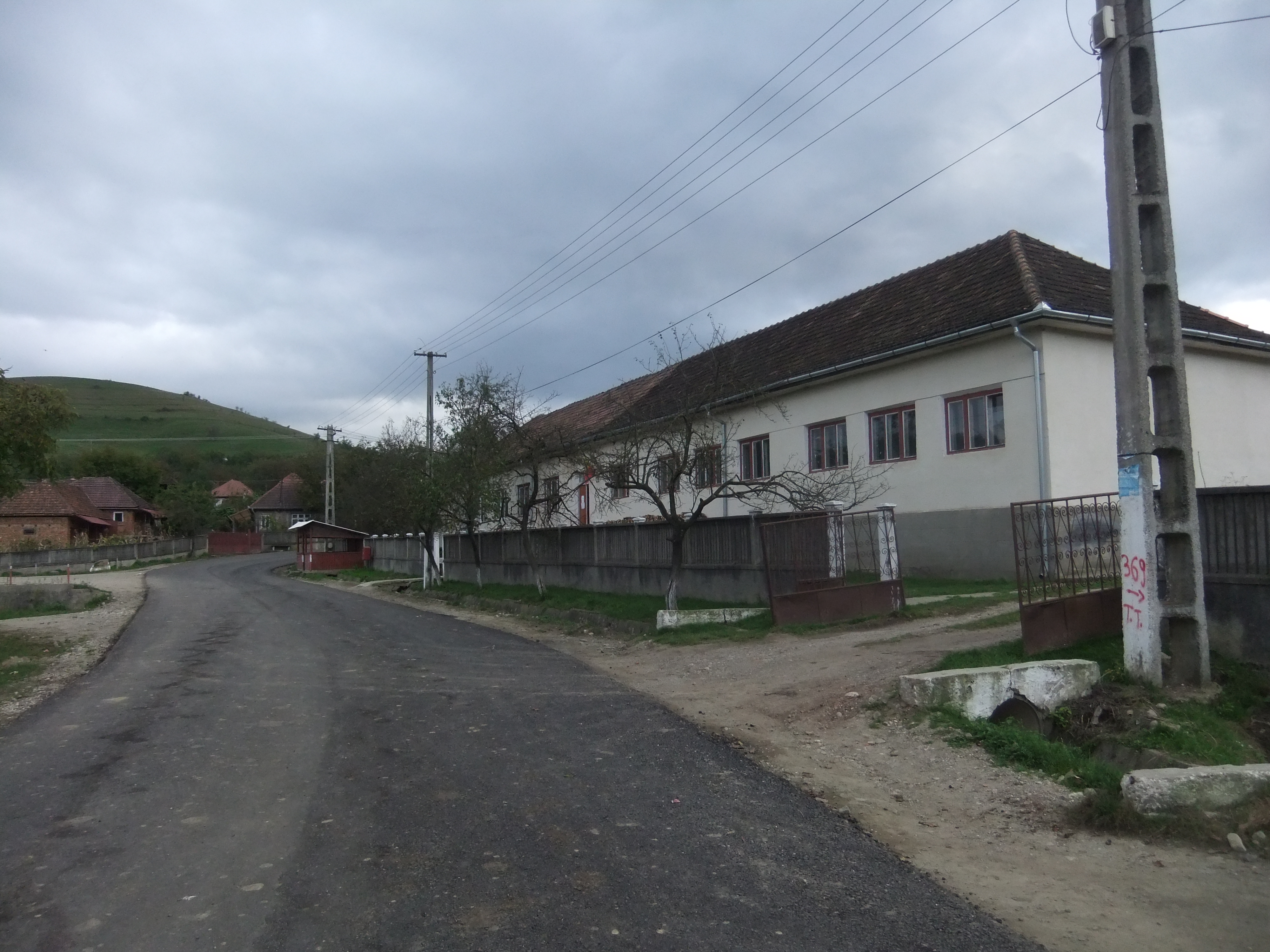
Clădirea Școlii Generale